# Micro-région de Keszthely
La micro-région de Keszthely (en hongrois : keszthelyi kistérség) est une micro-région statistique hongroise rassemblant plusieurs localités autour de Keszthely.